# Star Wars: Lázadók
A Star Wars: Lázadók (eredeti cím: Star Wars Rebels) 2014 és 2018 között vetített amerikai televíziós 3D-s számítógépes animációs sci-fi sorozat, amely George Lucas Csillagok háborúja című története alapján készült, a Lucasfilm és a Lucasfilm Animation hozta létre. Vizuális megjelenését az eredeti Star Wars Trilógia Concept Artjai ihlették meg, amiket Ralph McQuarrie készített. Amerikában 2014. augusztus 8-án négy darab háromperces rövidfilmet jelentettek be, amelyeket 2014. augusztus 11-étől minden hétfőn vetítettek a Disney XD csatornán, kezdve, a "Gép a Szellemben" című epizóddal. A sorozat 44 perces tévéfilmjének premierje 2014. október 3-án "Star Wars: Lázadók – A Lázadás Szikrája" néven volt a Disney Channel csatornán, ezután az 1. évad 2014. október 13-án kezdődött el a "Droid Gondok" című epizóddal a Disney XD csatornán. Magyarországon a sorozat premier részeit a Disney Channel sugározza. A rövidfilmek premierje 2014. szeptember 12-én, az első tévéfilm bemutatója október 5-én, az első évad pedig október 19-én kezdődött el. 2015. október 10-én az AXN Black, 2016 szeptemberében pedig a Viasat 6 is műsorra tűzte a rajzfilmet.
A "Star Wars: Lázadók – A lázadás szikrája" 44 perces tévéfilm 2. változatát az amerikai ABC csatorna adta le 2014. október 26-án, melyet egy 1 perces "extra jelenettel" bővítettek ki. A jelenetben Vader nagyúr megparancsolja az Inkvizítornak, hogy kutassa fel az erő gyermekeit és ölje meg őket. Darth Vader ekkor látható először a sorozatban. Hangját James Earl Jones kölcsönzi, aki korábban a "klasszikus trilógiában" volt Vader hangja. A jelenet a film elején látható. A bővített kiadást Magyarországon 2014. december 6-án mutatták be a Disney Channel műsorán. Az első évad vezető producerei Dave Filoni, Simon Kinberg és Greg Weisman. Kinberg kijelentette, hogy az első évad 16 epizódot fog tartalmazni (ez az első évad mellett a négy rövidfilmet és "A lázadás szikrája" tévéfilmet jelenti) és a sorozatra jellemezőek lesznek az új karakterek valamint egy régi ismerős az eredeti trilógiából. Greg Weisman elhagyta a sorozatot az első évad után. 2014. október 2-án a Disney berendelte a sorozat 2. évadát, 2016. őszén pedig már a 3. évaddal startolt, végül 2018. tavaszán a 4. évaddal véget ért a sorozat.

## Történet
A sorozat története 14 évvel a Star Wars III. rész – A sithek bosszúja után és 5 évvel a Star Wars IV. rész – Egy új remény előtt játszódik, amikor a Galaktikus Birodalom a meghatározó erő a galaxisban. A Birodalmi erők az utolsó Jedi Lovagokat vadásszák, miközben egy fokozatosan kibontakozó lázadás kezd alakot ölteni a Birodalom zsarnoki hatalma ellen.
A sorozat körülbelül YE 5-ben indul, a Galaktikus Birodalom uralkodásának 14. évének vége felé. A  kezdetekor a birodalmi erők elfoglalnak egy távoli bolygót, amelynek lakóinak életét kegyetlen uralmuk romba dönt. A  Szellem  űrhajó leleményes és változatos legénysége  azon kevesek közé tartozik, akik  eléggé bátrak ahhoz, hogy szembeszálljanak a Birodalommal. Az így összeverődött csapat szembeszáll a fenyegető gonosszal, számos furcsa ellenséggel és olyan izgalmas kalandokban vesz részt, melyek során igazi hősöké válnak. Így arra is képesek lesznek, hogy egy valódi lázadást robbantsanak ki.
"Amikor a galaxisban a félelem az úr, egy lázadás lobban lángra." (Láng Balázs, Star Wars: Lázadók – 1. évad előzetese, 2014)

## Szereplők
- Kanan Jarrus

Kanan egy Jedi padawan és egy kisebb Lázadó csoport vezetője. Nagy ítélőképességgel rendelkezik, ő a csapatban a határozottság megtestesítője. Fénykardja kék, ami a Jedi Védelmezők színe. Az Inkvizítor, első összecsapásukkor, Kanan támadási technikája és a Coruscanti Jediteplom Archívumából megmaradt feljegyzések alapján rájött, hogy Depa Billaba Jedi mester képezte ki. Még nem ütötték Lovaggá, amikor kiadták a 66-os parancsot, de amikor egy Jedi-templomban harcolt több Jedi-látomás ellen, és elfogadta a halált, Lovaggá ütötte az egykori Főinkvizítor. A második évad végén Maul megvakítja. A negyedik évadban feláldozza magát, amikor felrobban egy üzemanyagtartály, hogy megmentse a barátait. Eredeti neve Caleb Dume.
- Hera Syndulla

Hera egy Twi'lek a Ryloth bolygórol, ahol édesapja Cham Syndulla és nagybátyja Góbi a klónháborúk idején felkelést vezetett a megszálló Szeparatista Szövetség ellen. Nagyon jó szívű és az egyedüli a csapatból, aki képes megérteni Ezra gondjait. Chopper tulajdonosa. Nagyon nyugodt személyiség, és ő mindenki élő lelkiismerete.
- C1-10P (Chopper)

Asztroszer droid. Hera a tulajdonosa. Imádja bosszantani Ezrát. Nagyon makacs, de ha a barátairól van szó akár az életét is feláldozná.
- Garazeb "Zeb" Orrelios

Egy Lasat a Lasan bolygóról. Korábban a Lasani Díszőrség tagja volt, mielőtt a Birodalom el nem pusztította hazáját, ezért viselhet Boo-Fegyvert. Kezdetben nem jött ki Ezrával de végül összecsiszolódtak. Ő képviseli a az erőt.
- Sabine Wren

Egy Mandalori lány aki megszökött, egy a szülőbolygóján létesített Birodalmi Akadémiáról. Imád festeni, de még jobban szeret robbantgatni. Zsoldos fejdíszét párbajban szerezte, amit aztán egyedire kidekorált. Ő maga a fürgeség.
- Ezra Bridger

Ezra egy fiatal, erőérzékeny fiú, aki a Lothalon él. Szüleit lázadásért a Birodalom foglyul ejtette, mikor hétéves volt, azóta egyedül él tornyában, melynek az "Ezra Tornya" nevet adta. A túlélés érdekében tolvajláshoz folyamodott, s ezt kiterjesztette a Birodalmi katonákra, akiknek a sisakjait, más dolgok mellett a feketepiacon értékesíti, így biztosítva megélhetését. A Csapatban újonc, és még nagyon sok mindent kell megtanulnia a Szellemről és a legénységéről, valamint Kanan segítségével Az Erőről.

## Szereposztás

### Főszereplők
| Szereplő               | Színész            | Magyar hang     |
| ---------------------- | ------------------ | --------------- |
| Kanan Jarrus           | Freddie Prinze Jr. | Zöld Csaba      |
| Hera Syndulla          | Vanessa Marshall   | Pikali Gerda    |
| C1-10P (Chopper)       | Dave Filoni        | Eredeti hang    |
| Garazeb "Zeb" Orrelios | Steven Blum        | Törköly Levente |
| Sabine Wren            | Tiya Sircar        | Czető Zsanett   |
| Ezra Bridger           | Taylor Gray        | Berkes Bence    |

### Galaktikus Birodalom
| Szereplő                       | Színész                                                                | Magyar hang |
| ------------------------------ | ---------------------------------------------------------------------- | --- |
| Az Uralkodó                    | Sam Witwer (2. évad) Ian McDiarmid (4. évad)                           | Forgács Gábor (2. évad) Szélyes Imre (4. évad)                                                                                        |
| Darth Vader / Anakin Skywalker | James Earl Jones (Vader) Matt Lanter (Anakin)                          | Horányi László (Vader) Moser Károly (Anakin)                                                                                          |
| A Legfőbb Inkvizítor           | Jason Isaacs                                                           | Kálid Artúr |
| Ötödik Fivér                   | Philip Anthony-Rodriguez                                               | Bognár Tamás |
| Hetedik Nővér                  | Sarah Michelle Gellar                                                  | Tarr Judit |
| Nyolcadik Fivér                | Robbie Daymond                                                         | Debreczeny Csaba |
| Wilhuff Tarkin Nagymoff        | Stephen Stanton                                                        | Gubányi György István |
| Wullf Yularen Ezredes          | Tom Kane                                                               | Jakab Csaba |
| Thrawn Főadmirális             | Lars Mikkelsen                                                         | Szatmári Attila |
| Arihnda Pryce Kormányzó        | Mary Elizabeth McGlynn                                                 | Makay Andrea |
| Alexsandr Kallus Ügynök        | David Oyelowo                                                          | Tokaji Csaba |
| Maketh Tua Miniszter           | Kath Soucie                                                            | Bozó Andrea (1. évad) Ősi Ildikó (2. évad)                                                                                            |
| Veris Hydan Miniszter          | Malcolm McDowell                                                       | Vida Péter |
| Brom Titus Admirális           | Derek Partridge                                                        | Sarádi Zsolt |
| Kassius Konstantine Admirális  | Dee Bradley Baker                                                      | Horváth-Töreki Gergely |
| Brunson Kapitány               | Leslie L. Miller                                                       | Mohácsi Nóra |
| Slavin Százados                | André Sogliuzzo                                                        | Horváth-Töreki Gergely |
| Vult Skerris Százados          | Mario Vernazza                                                         | Sarádi Zsolt |
| Cumberlayne Aresko Parancsnok  | David Shaughnessy                                                      | Hajdú István |
| Myles Grint Őrmester           | David Shaughnessy                                                      | Albert Péter |
| Yogar Lyste Hadtáp Mester      | Liam O'Brien                                                           | Kisfalusi Lehel |
| Valen Rudor Báró               | Greg Ellis                                                             | Kisfalusi Lehel (3. rövidfilm) Előd Álmos (4. rövidfilm) Szabó Máté (1x04. rész) Nagy Dániel Viktor (4x05. rész)                      |
| Rohamosztagos Parancsnok       | Steven Blum Matthew Wood (1x09. rész)                                  | Megyeri János (1. évad) Stern Dániel (1x09. rész) Pál Tamás (2x01-02. rész) Fehérváry Márton (2x12. rész) Hegedüs Miklós (2x12. rész) |
| Rohamosztagosok                | David Shaughnessy, Matthew Wood, Greg Ellis, Liam O'Brien, Steven Blum | Molnár Levente, Maday Gábor, Pál Tamás, Renácz Zoltán, Varga Rókus, Mesterházy Gyula, Gacsal Ádám                                     |
| AT-DP Lépegető Pilóták         | David Shaughnessy Steven Blum                                          | Pál Tamás, Varga Rókus |
| TIE Vadász Pilóták             | David Acord                                                            | Varga Rókus Horváth-Töreki Gergely |
| Goran Oktató                   | Corey Burton                                                           | Horváth-Töreki Gergely |
| Alton Kastle                   | Steven Blum                                                            | Király Adrián |
| LT-319                         | Josh Gad                                                               | Rába Roland |
| Rukh                           | Warwick Davis                                                          | Papucsek Vilmos |

### Mellékszereplők
| Szereplő                     | Színész                                                 | Magyar hang                                                                       |
| ---------------------------- | ------------------------------------------------------- | --------------------------------------------------------------------------------- |
| Obi-Wan Kenobi               | James Arnold Taylor (1. évad) Stephen Stanton (3. évad) | Anger Zsolt (1. évad) Haagen Imre (3. évad)                                       |
| Bail Prestor Organa Szenátor | Phil LaMarr                                             | Varga Gábor                                                                       |
| Cikatro Vizago               | Keith Szarabajka                                        | Maday Gábor                                                                       |
| Morad Sumar                  | Liam O'Brien                                            | Rosta Sándor (1. évad) Csuha Lajos (3. évad)                                      |
| Marida Sumar                 | Vanessa Marshall                                        |                                                                                   |
| Gall Trayvis                 | Brent Spiner                                            | Rosta Sándor                                                                      |
| C-3PO (Threepio)             | Anthony Daniels                                         | Józsa Imre                                                                        |
| R2-D2 (Artu)                 | Droid                                                   | Eredeti hang                                                                      |
| Luminara Unduli              | Nem szólal meg                                          | Nem szólal meg                                                                    |
| Lando Calrissian             | Billy Dee Williams                                      | Kárpáti Levente                                                                   |
| Zare Leonis                  | Bryton James                                            | Czető Roland                                                                      |
| Jai Kell                     | Dante Basco                                             | Baráth István Jakab Márk (4x05. rész)                                             |
| Nazhros Oleg                 | Eric Lopez                                              | Gacsal Ádám                                                                       |
| Mira Bridger                 | Kath Soucie                                             | Martin Adél (1. évad) Czifra Krisztina (2. évad)                                  |
| Ephraim Bridger              | Dee Bradley Baker                                       | Szkárosi Márk (1. évad) Koncz István (2. évad)                                    |
| Tseebo                       | Peter MacNicol                                          | Seszták Szabolcs                                                                  |
| Azmorigan                    | James Hong                                              | Kapácsy Miklós                                                                    |
| Wullffwarro                  | Wookiee                                                 | Eredeti hang                                                                      |
| Kitwarr                      | Wookiee                                                 | Eredeti hang                                                                      |
| Vén Jho                      | Dee Bradley Baker                                       | Bolla Róbert                                                                      |
| Yoda Mester                  | Frank Oz                                                | Szacsvay László                                                                   |
| Ahsoka Tano                  | Ashley Eckstein                                         | Molnár Ilona                                                                      |
| Jun Sato Parancsnok          | Keone Young                                             | Szakács Tibor (2x01-03. rész) Háda János (2x06. résztől) Turi Bálint (2x16. rész) |
| Hondo Ohnaka                 | Jim Cummings                                            | Barbinek Péter Kerekes József (2x14. rész)                                        |
| Rex Százados                 | Dee Bradley Baker                                       | Borbiczki Ferenc                                                                  |
| Wolffe Parancsnok            | Dee Bradley Baker                                       | Dézsy Szabó Gábor                                                                 |
| Gregor Százados              | Dee Bradley Baker                                       | Fazekas István                                                                    |
| Quarrie                      | Corey Burton                                            | Forgács Gábor                                                                     |
| Ketsu Onyo                   | Gina Torres                                             | Kányi Anna                                                                        |
| Ryder Azadi                  | Clancy Brown                                            | Várkonyi András (2x11. rész) Papucsek Vilmos (2x12. rész) Vass Gábor (3-4. évad)  |
| Leia Organa Hercegnő         | Julie Dolan                                             | Kovács Nóra                                                                       |
| Fenn Rau                     | Kevin McKidd                                            | Jakab Csaba (2. évad) Turi Bálint (3-4. évad)                                     |
| Chava                        | Grey DeLisle                                            | Kassai Ilona                                                                      |
| Gron                         | Gary Anthony Williams                                   | Bácskai János                                                                     |
| Cham Syndulla                | Robin Atkin Downes                                      | Csankó Zoltán (2. évad) Laklóth Aladár (3. évad)                                  |
| Gobi Glie                    | Corey Burton                                            | Turi Bálint (2. évad) Kapácsy Miklós (3. évad)                                    |
| Numa                         | Catherine Taber                                         | Bakonyi Alexa (2. évad) Kis-Kovács Luca (3. évad)                                 |
| AP-5                         | Stephen Stanton                                         | Pál Tamás (2. évad) Horváth Illés (3x09. résztől) Molnár Levente (3x11. rész)     |
| Maul                         | Samuel Witwer                                           | Galambos Péter (2. évad) Sótonyi Gábor (3. évad)                                  |
| Bendu                        | Tom Baker                                               | Papp János (3x01-03. rész) Dézsy Szabó Gábor (3x11. rész)                         |
| Wedge Antilles               | Nathan Kress                                            | Baráth István                                                                     |
| Derek "Hobbie" Klivian       | Trevor Devall                                           | Timon Barna                                                                       |
| Rake Gahree                  | Corey Burton                                            | Bogdán Gergő                                                                      |
| Gar Saxon                    | Ray Stevenson                                           | Kardos Róbert                                                                     |
| Mart Mattin                  | Zachary Gordon                                          | Ifj. Boldog Gábor                                                                 |
| Gooti Terez                  | Meredith Anne Bull                                      | Gulás Fanni                                                                       |
| Jonner Jin                   | Eric Lopez                                              | Minárovits Péter                                                                  |
| Saw Gerrera                  | Forest Whitaker                                         | Pál András (3. évad) Barabás Kiss Zoltán (4. évad)                                |
| Ursa Wren Grófnő             | Sharmila Devar                                          | Németh Kriszta                                                                    |
| Tristan Wren                 | Ritesh Rajan                                            | Jakab Márk                                                                        |
| Mon Mothma Szenátor          | Genevieve O’Reilly                                      | Náray Erika                                                                       |
| Erskin Semaj                 | Mary McGlynn                                            | Szabó Máté                                                                        |
| Jon Vander                   | Yuri Lowenthal                                          | Barát Attila                                                                      |
| Arany Kettes                 | Josh Brener                                             | Hay Anna                                                                          |
| Jan Dodonna Tábornok         | Michael Bell                                            | Kajtár Róbert                                                                     |
| Alrich Wren                  | Cary-Hiroyuki Tagawa                                    | Holl Nándor                                                                       |
| Bo-Katan Kryze               | Katee Sackhoff                                          | Mórocz Adrienn                                                                    |
| Tiber Saxon                  | Tobias Menzies                                          | Lux Ádám                                                                          |

## Epizódok
| Évad | Évad        | Epizódok | Eredeti sugárzás     | Eredeti sugárzás    | Magyar sugárzás      | Magyar sugárzás      |
| Évad | Évad        | Epizódok | Évadpremier          | Évadfinálé          | Évadpremier          | Évadfinálé           |
| ---- | ----------- | -------- | -------------------- | ------------------- | -------------------- | -------------------- |
|      | Rövidfilmek | 4        | 2014. augusztus 11.  | 2014. szeptember 1. | 2014. szeptember 12. | 2014. szeptember 16. |
|      | 1           | 15       | 2014. október 3.     | 2015. március 2.    | 2014. október 5.     | 2015. május 3.       |
|      | Különkiadás | 1        | 2015. május 4.       | 2015. május 4.      | 2015. november 10.   | 2015. november 10.   |
|      | 2           | 22       | 2015. június 20.     | 2016. március 30.   | 2015. október 11.    | 2016. május 15.      |
|      | 3           | 22       | 2016. szeptember 24. | 2017. március 25.   | 2016. november 19.   | 2017. május 6.       |
|      | 4           | 16       | 2017. október 16.    | 2018. március 5.    | 2018. március 17.    | 2018. május 5.       |

## Díjak és elismerések
| Díj                              | Év   | Kategória                                                                     | Díjazott | Eredmény |
| -------------------------------- | ---- | ----------------------------------------------------------------------------- | --- | -------- |
| Teen Choice Awards               | 2015 | Choice TV: Animated Show                                                      | Star Wars: Lázadók | Jelölve  |
| Annie-díj                        | 2015 | Legjobb storyboarding (animációs tévéműsor)                                   | Nathaniel Villanueva és Douglas Lovelace                                                                                  | Jelölve  |
| Critics' Choice-díj              | 2015 | Legjobb animációs sorozat                                                     | Star Wars: Lázadók | Jelölve  |
| BTVA-díj                         | 2015 | Legjobb férfi főszereplő hangjátéka televíziós sorozatban (akció / dráma)     | Steve Blum | Jelölve  |
| BTVA-díj                         | 2015 | Legjobb női főszereplő hangjátéka televíziós sorozatban (akció / dráma)       | Tiya Sircar | Jelölve  |
| BTVA-díj                         | 2015 | Legjobb női főszereplő hangjátéka televíziós sorozatban (akció / dráma)       | Vanessa Marshall | Jelölve  |
| BTVA-díj                         | 2015 | Legjobb férfi mellékszereplő hangjátéka televíziós sorozatban (akció / dráma) | Jason Isaacs | Elnyerte |
| BTVA-díj                         | 2015 | Legjobb női mellékszereplő hangjátéka televíziós sorozatban (akció / dráma)   | Kath Soucie | Jelölve  |
| BTVA-díj                         | 2015 | Legjobb férfi vendégszereplő hangjátéka televíziós sorozatban (akció / dráma) | Frank Oz | Jelölve  |
| BTVA-díj                         | 2015 | Legjobb férfi vendégszereplő hangjátéka televíziós sorozatban (akció / dráma) | James Arnold Taylor | Jelölve  |
| BTVA-díj                         | 2015 | Legjobb férfi vendégszereplő hangjátéka televíziós sorozatban (akció / dráma) | James Earl Jones | Elnyerte |
| BTVA-díj                         | 2015 | Legjobb színészgárda hangjátéka új televíziós sorozatban                      | Star Wars: Lázadók | Jelölve  |
| Critics' Choice-díj              | 2016 | Legjobb animációs sorozat                                                     | Star Wars: Lázadók | Jelölve  |
| BTVA-díj                         | 2016 | Legjobb női főszereplő hangjátéka televíziós sorozatban (akció / dráma)       | Vanessa Marshall | Jelölve  |
| Annie-díj                        | 2017 | Legjobb zene (animációs tévéműsor)                                            | Kevin Kiner ("A tanítvány alkonya" c. epizódért)                                                                          | Jelölve  |
| Annie-díj                        | 2017 | Legjobb hangjáték (animációs tévéműsor)                                       | Lars Mikkelsen | Jelölve  |
| Annie-díj                        | 2017 | Legjobb vágás (animációs tévéműsor)                                           | Joe E. Elwood és Alex McDonnell ("A tanítvány alkonya" c. epizódért)                                                      | Jelölve  |
| Writers Guild of America-díj     | 2017 | Legjobb írás (animáció)                                                       | Steven Melching (az "Egy hercegnő Lothalon" c. epizódért)                                                                 | Jelölve  |
| BTVA-díj                         | 2017 | Legjobb férfi mellékszereplő hangjátéka televíziós sorozatban                 | David Oyelowo | Jelölve  |
| BTVA-díj                         | 2017 | Legjobb férfi mellékszereplő hangjátéka televíziós sorozatban                 | Lars Mikkelsen | Jelölve  |
| Szaturnusz-díj                   | 2017 | Legjobb animációs film vagy sorozat                                           | Star Wars: Lázadók | Elnyerte |
| Primetime Creative Arts Emmy-díj | 2017 | Legjobb gyerekműsor                                                           | Star Wars: Lázadók | Jelölve  |
| BTVA-díj                         | 2018 | Legjobb színészgárda hangjátéka televíziós sorozatban                         | Star Wars: Lázadók | Jelölve  |
| BTVA-díj                         | 2018 | Legjobb férfi vendégszereplő hangjátéka televíziós sorozatban                 | Stephen Stanton | Elnyerte |
| BTVA-díj                         | 2018 | Legjobb női mellékszereplő hangjátéka televíziós sorozatban                   | Genevieve O’Reilly | Jelölve  |
| Szaturnusz-díj                   | 2018 | Legjobb animációs film vagy sorozat                                           | Star Wars: Lázadók | Elnyerte |
| Primetime Creative Arts Emmy-díj | 2018 | Legjobb gyerekműsor                                                           | Star Wars: Lázadók | Jelölve  |
| Primetime Creative Arts Emmy-díj | 2018 | Legjobb zeneszerzés (sorozat)                                                 | Kevin Kiner (a "Viszontlátás és búcsú" c. epizódért)                                                                      | Jelölve  |
| Primetime Creative Arts Emmy-díj | 2018 | Legjobb hangvágás (félórás vígjáték- vagy drámasorozat és animáció)           | Matthew Wood, David Acord, Bonnie Wild, Sean Kiner, Ronni Brown és Margie O'Malley (a "Világok közti világ" c. epizódért) | Jelölve  |

## Lásd még
A Csillagok háborúja dátumai